# Friedrich von Homeyer
Friedrich Homeyer, ab 1863 von Homeyer, (* 15. Juli 1824 in Wolgast; † 31. Juli 1898 in Ranzin) war ein pommerscher Gutsbesitzer, Landwirt und Tierzüchter.

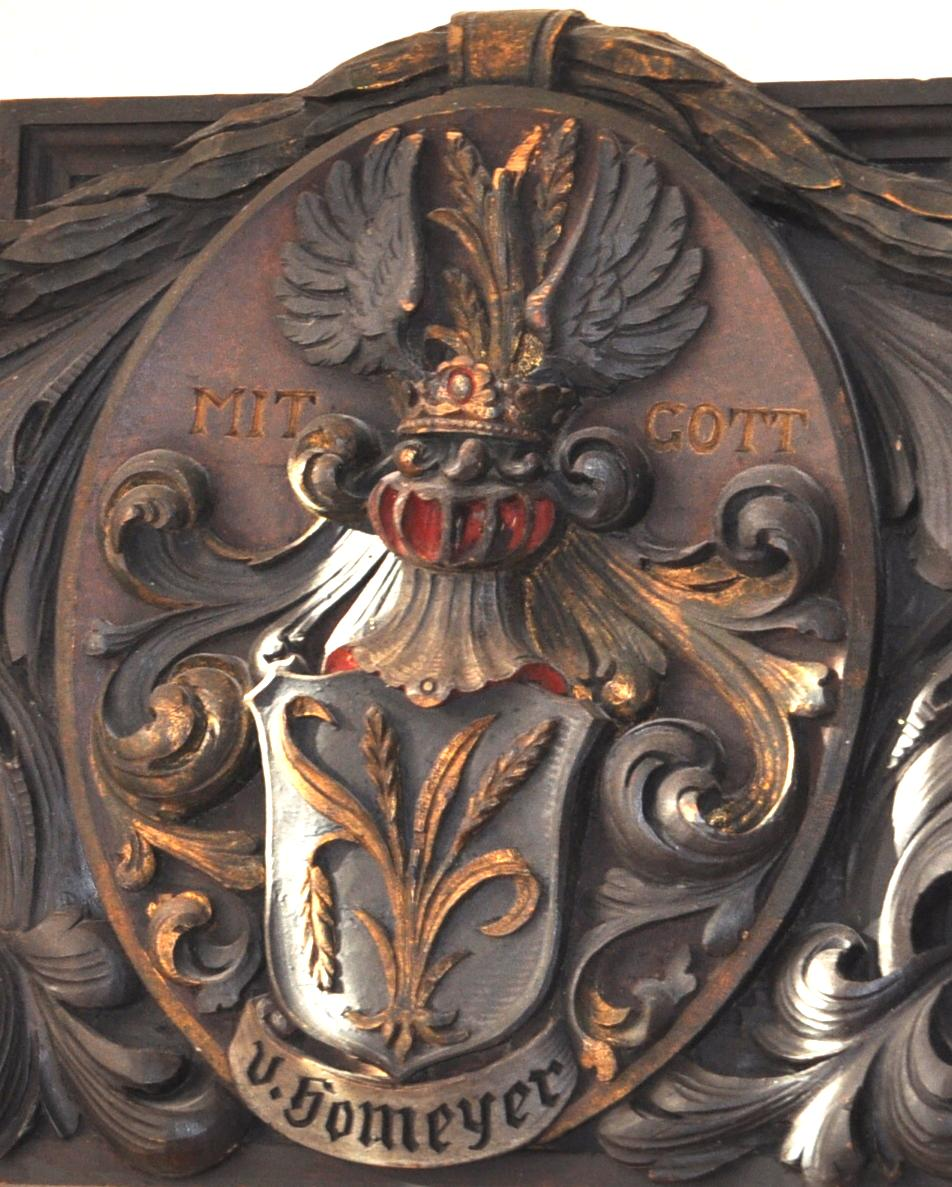
Wappen der Familie von Homeyer.

## Leben

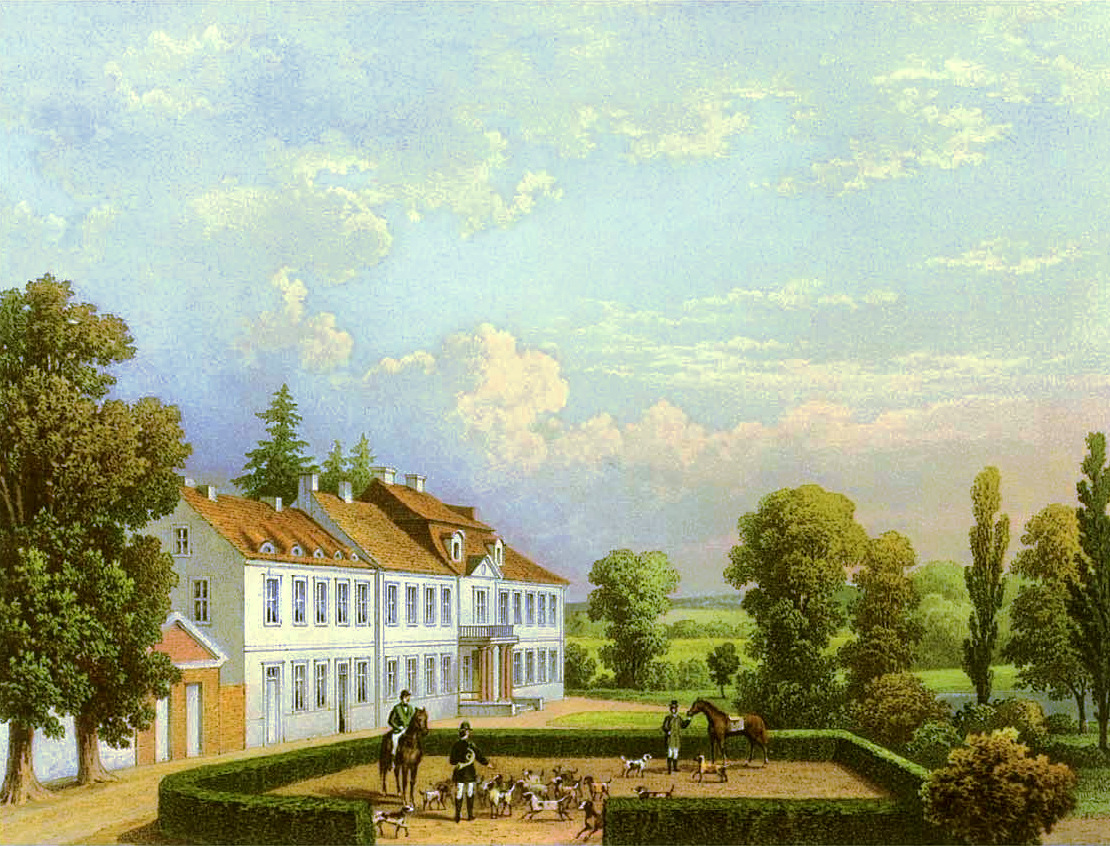
Rittergut Murchin um 1867/1868 von Südwest, Sammlung Alexander Duncker

Friedrich Homeyer war der Sohn des Wolgaster Getreidekaufmanns und Reeders August Wilhelm Homeyer (1793–1856) und dessen Frau Wilhelmine, einer Tochter des Licentinspektors Ernst Konstantin Schubert. Er besuchte das Pädagogium Putbus, 1844/45 die Landwirtschaftliche Akademie Möglin und studierte anschließend in Berlin. Die praktische Ausbildung erhielt er auf dem Gut seines Onkels in Murchin. Danach ging er nach Schottland, wo er die Universität Edinburgh besuchte und die damals als fortschrittlich geltende schottische Landwirtschaft kennenlernte.

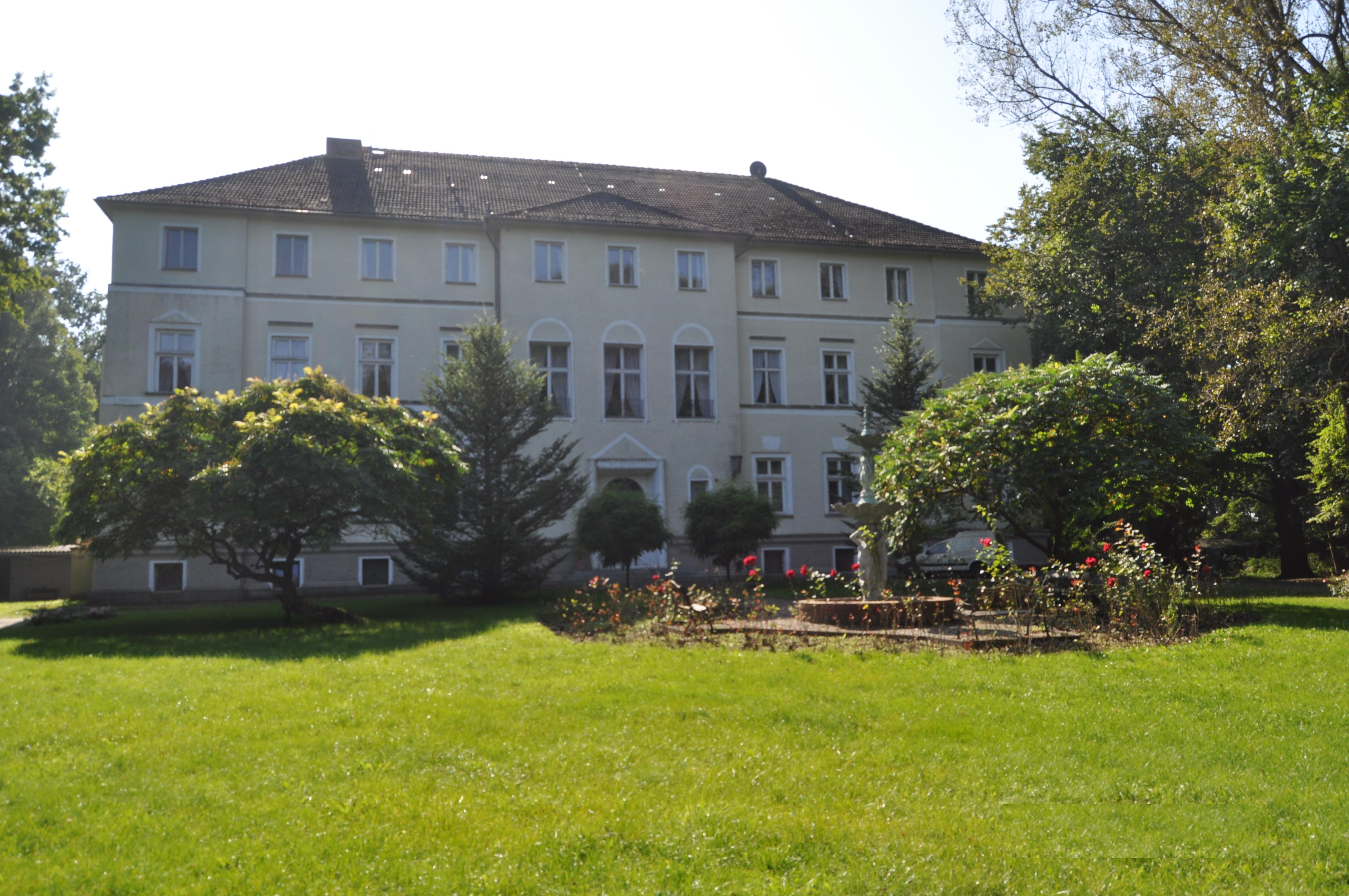
Herrenhaus Ranzin

Nach seiner Rückkehr übernahm er das Gut Ranzin, das sein Vater für ihn erworben hatte. In kurzer Zeit erreichte er durch den Einsatz neuer Meliorationsverfahren, wie beispielsweise der Drainage nasser Felder, dem Einsatz von Kunstdünger und Drillmaschinen deutliche Erfolge in der Ertragssteigerung und wurde damit in Pommern zu einem Wegbereiter für die Modernisierung der Landwirtschaft im 19. Jahrhundert.
Nachdem er in der ersten Zeit mit Rinderzucht begonnen hatte und dafür Shorthornbullen importiert hatte, baute er mit Zuchtböcken aus Rambouillet in wenigen Jahren eine bedeutende Schafzucht auf. Seine Zuchtschafe hatten einen hervorragenden Ruf, er exportierte sie nach Südafrika, Nord- und vor allem Südamerika. Außerdem züchtete er schwere Arbeitspferde, insbesondere Kaltblutpferde der Rasse Clydesdale. Schließlich betrieb er auch Schweinezucht und widmete sich hier besonders der Rasse Yorkshire.
Er wurde am 6.  oder 12. November 1863 in den preußischen Adelsstand erhoben. In den Jahren 1871 bis 1873 gehörte Friedrich von Homeyer den beiden letzten ständischen Provinziallandtagen der Provinz Pommern an. Er war Mitglied des Kreistages des Landkreises Greifswald.
Nachdem seine zweite Frau verstorben war, zog er sich aus der Öffentlichkeit zurück und verließ das Gut. Er kehrte zurück, nachdem das Herrenhaus Ranzin am 4. November 1875 durch einen Brand zerstört worden war und ließ nach Plänen des Berliner Architekten Eduard Knoblauch ein schlossartiges neues Herrenhaus errichten. Ranzin mit etwa 760 ha erbte nachfolgend seine Nichte Margarete, verheiratet mit dem Oberstleutnant Albrecht von Kameke. Diese Familie hielt das das Gut bis zur Bodenreform.

## Familie
Friedrich von Homeyer war dreimal verheiratet. Mit seiner ersten Frau hatte er vier Kinder. Bei der Geburt von Zwillingen starben seine Frau und die beiden Neugeborenen. Die beiden älteren Kinder starben im Alter von 14 bzw. 19 Jahren. Seine zweite Frau starb 1873 nach der Geburt eines Sohnes im Wochenbett. Noch im selben Jahr, nach anderen genealogischen Quellen 1878, heiratete er Adelheid von Hinüber († 15. Juni 1922). Diese Ehe blieb kinderlos.